# Dictamnia biapiculata
Dictamnia biapiculata là một loài bọ cánh cứng trong họ Cerambycidae.